# دينيسي لومير
دينيسي لومير (5 نوفمبر 1956 - ) هي لاعبة كرة يد كندا. شاركت في الألعاب الأولمبية الصيفية 1976.

## وصلات خارجية
- دينيسي لومير على موقع أوليمبيديا (الإنجليزية)